# Joachim von Beust
Pour les articles homonymes, voir Beust.
Joachim von Beust (né le 19 avril 1522 à Möckern, mort le 4 février 1597 à Planitz) est un juriste allemand.

## Biographie
Il est né le fils du capitaine de Möckern Achim von Beust. Il vient d'une ancienne famille dont le domaine familial se situe dans l'arrondissement de Stendal, il est le patriarche de la maison de Beust. Il étudie le droit à partir du semestre d'été 1539 à Leipzig, étudie les sciences humaines et acquiert au cours du semestre d'été 1540 le baccalauréat universitaire des sept arts libéraux. Il est en contact avec Martin Luther et diffuse très tôt son enseignement.
En 1544, il se rend en Italie à la demande de Modestinus Pistoris, étudie à Bologne en 1547, obtient un doctorat de droit en 1548 et poursuit ses études à Sienne. Lorsque l'électeur Maurice de Saxe rétablit le tribunal de Wittemberg le 28 juillet 1550, il nomme Benedikt Pauli, Michael Teuber et Joachim von Beust comme membres associés. Ce poste est associé à une chaire de professeur de droit romain médiéval à l'université de Wittemberg. En tant que conseil, il sert les souverains dans des transactions juridiques de diverses natures.
En 1555, il est promu au deuxième poste de professeur à la faculté de droit. L'électeur Auguste de Saxe le nomme en 1553 pour un conseil émanant de son pays d'origine, poste qu'il conserve non seulement sous l'électeur Christian, mais depuis 1565 avec l'approbation électorale du prince d'Anhalt.
En 1556, il se marie à Wittemberg, y a une maison et acquiert plus tard, par la mort de plusieurs frères en 1580, un manoir à Planitz. Au semestre d'été 1562, il est doyen de la faculté de droit, au semestre d'hiver 1555-1556, au semestre d'hiver 1569-1570, au semestre d'été 1578, il dirige le rectorat de l'université de Wittemberg et est nommé en 1580 dans le consortium délocalisé de Meissen à Dresde où il déclare sa résidence, mais jusqu'en 1588 est officiellement enregistré à l'université. Par son travail juridique, il s'implique dans les conflits théologiques de cette époque. À Dresde en 1592, il travaille comme visiteur et prend sa retraite en 1593 en raison de son âge avancé à Planitz, où il meurt en février 1597.
Son ouvrage juridique principal Tractatus de sponsalibus et matrimoniis ad praxin forensem accommodatus (Wittemberg 1586) remonte à l'activité académique de l'auteur. Il doit servir les juges par le biais de la loi sur le mariage protestant encore peu instruite. Avec ce travail, il devient le fondateur de la loi sur le mariage protestant saxon.
De son mariage à Wiesenburg le 2 août 1556 avec Barbara Brandt de Lindau, seul le fils né le 13 juillet 1559 à Wittemberg, Heinrich von Beust, est connu. Il est marié à Barbara Löser zu Leupnitz et a cinq fils et trois filles.